# Military History
Military History − dokumentalna stacja telewizyjna skupiająca się przede wszystkim na historii wojskowości. Wystartowała 31 marca 1999 roku. Właścicielem kanału jest A+E Networks, należący do Disney-ABC Television Group i Hearst Corporation.
Stacja emitowana jest na terytorium Stanów Zjednoczonych, Wielkiej Brytanii i Irlandii.
W stacji możemy oglądać takie programy jak Historia Oręża (Weaponology) czy Walki powietrzne (Dogfights Filmweb).